# معركة بلانشيتك
معركة بلانشيتك (بالانجليزية: Battle of Blanchetaque) هي معركة وقعت في 24 أغسطس 1346 بين جيش إنجليزي تحت قيادة الملك إدوارد الثالث وقوة فرنسية بقيادة غودمار دو فاي. كانت المعركة جزءًا من حملة كريسي، التي وقعت خلال المراحل الأولى من حرب المائة عام. كان الجيش الإنجليزي قد هبط في شبه جزيرة كوتنتين في 12 يوليو. لقد أحرقت المعركة أراضي كثيرة كانت تعتبر من أغنى الأراضي في فرنسا التي كانت على بعد 20 ميلاً (32 كم) من باريس، حيث نهبت بعض المدن في الطريق. ثم سار الإنجليز شمالًا على أمل الاتصال بجيش فلمندي متحالف كان قد غزا فرنسا قادما من فلاندرز. لقد تفوق عليهم الملك الفرنسي فيليب السادس، الذي قام بحماية جميع الجسور والحصون فوق نهر السوم وطارد الإنجليز بقوته الميدانية. سبق أن جرد الفرنسيون المنطقة من مخزون الطعام مما جعل من القوات الإنجليزية محاصرة بشكل كبير.
بعدما عبر الجيش الإنجليزي من حصن بجانب بلانشيتك، التي كانت على بعد 10 أميال (16 كم) من البحر، سار إدوارد بأتجاه بلانشيتك وواجه قوة عسكرية تحت قيادة دو فاي. بمجرد أن بدأ انحسار المد والجزر عن الأراضي، قامت قوة من رماة الاسهم الإنجليز بالسير نحو الحدود، واشتبكوا في المياه، مع قوة من رماة الاسهم والمرتزقة. حاولت قوة من سلاح الفرسان الفرنسي صد رماة الاسهم لكنهم تعرضوا للهجوم من قبل رجال الإنجليز. بعد اشتباك عشوائي في النهر، تم صد الفرنسيين، وتم تغذية المزيد من القوات الإنجليزية في المعركة، وكسرت شوكة الفرنسيون وفروا. تم الإبلاغ عن سقوط حوالي نصف القوة الفرنسية كقتلي، بينما كانت الخسائر الإنجليزية خفيفة. بعد يومين من بلانشيتك، هزم الجيش الفرنسي الرئيسي بقيادة فيليب السادس في معركة كريسي مع خسارة فادحة في الأرواح. أنهى إدوارد الحملة من خلال فرض حصار على كاليه، التي سقطت بعد اثني عشر شهرًا، حيث حصل على ميناء لأعادة التصدير في شمال فرنسا والذي استمر وجوده لمدة مائتي عام.